# 奇克利
奇克利（Chikhli），是印度古吉拉特邦Navsari县的一个城镇。总人口-6353（2025年）。

## 人口
该地2001年总人口6953人，其中男性3546人，女性3407人；0—6岁人口664人，其中男346人，女318人；识字率80.70%，其中男性为85.11%，女性为76.11%。